# Thomas Bayes
Thomas Bayes (1701-1761) là nhà thống kê học, nhà triết học người Anh.Bayes cũng là người đứng đấu các tín đồ giáo hội trưởng lão. Ông là người đặt nền móng cho thống kê Bayes. Định lý Bayes, phát minh quan trọng nhất của ông, đặc biệt hữu dụng trong dự đoán thống kê.